# Torino Football Club 2008-2009
Questa voce raccoglie le informazioni riguardanti il Torino Football Club nelle competizioni ufficiali della stagione 2008-2009.

## Stagione
L'estate 2008 vide arrivare Nicola Amoruso nel capoluogo piemontese, dopo l'esperienza juventina di fine anni '90. Il campionato iniziò con un successo (per 3-0 ai danni del Lecce), circostanza che trovava l'ultimo precedente nel 1993-94. Ben presto, la squadra cadde però in una spirale negativa: sconfitta anche nel derby di andata, la formazione dovette nuovamente limitare il proprio obiettivo stagionale alla salvezza. In seguito al knock-out casalingo con la Fiorentina per 1-4, e con soli 12 punti ottenuti, De Biasi fu sostituito in panchina da Novellino. Il nuovo corso tecnico s'inaugurò con una pesante disfatta a Bologna(5-2), seguita dal ritorno alla vittoria contro il Napoli a ridosso della pausa natalizia (1-0). A concludere il girone di andata furono due sconfitte, contro Genoa e Roma: battuti nettamente dai liguri, i granata persero invece con i capitolini nel recupero. Senza aver ancora conseguito successi esterni, il Toro si ritrovò terzultimo con 2 punti di ritardo dal Lecce: la situazione rimase tale all'inizio della fase di ritorno, dopo il 3-3 con gli stessi salentini.
La prima affermazione del 2009 giunse soltanto a fine febbraio, quando un gol di Dellafiore contro l'Udinese riportò la compagine a vincere dopo due mesi. Al contempo, i 3 punti conquistati permisero di effettuare il sorpasso sui pugliesi salendo al quartultimo posto. Lo scenario mutò in breve tempo, dacché un ulteriore crollo nella stracittadina comportò l'aggancio del Chievo: in posizione utile per la salvezza si issò invece il Bologna con 2 punti di vantaggio. Durante la sosta di marzo — cui arrivò reduce da tre battute d'arresto consecutive — il Torino optò nuovamente per l'avvicendamento alla guida, rimpiazzando Novellino (che fece anche lui 12 punti) con Camolese (già in panchina dal 2000 al 2002). Nel mese di aprile, l'undici sabaudo si riportò in quartultima posizione battendo in casa Catania e Siena. Il movimento in classifica si tradusse in un punto di margine sui felsinei, mantenuto sino a tre giornate dalla conclusione (grazie anche al pari nello scontro diretto): al 36º turno, i granata centrarono poi l'unica vittoria in trasferta piegando per 2-1 il Napoli. Risultò tuttavia fatale il 3-2 incassato dal Genoa alla penultima domenica, in quanto gli emiliani pareggiarono con il Chievo (già certo, da par suo, della permanenza) spedendo — in virtù della miglior classifica avulsa — il Torino al diciottesimo posto. La ventesima sconfitta del torneo, maturata nella capitale contro i giallorossi, certificò la retrocessione: alla salvezza sarebbe infatti dovuta corrispondere una sconfitta dei rossoblu (vittoriosi invece sul Catania), con almeno un punto conquistato dagli uomini di Camolese.

## Divise e sponsor
Lo sponsor tecnico per la stagione è Kappa, con cui il Torino sigla un contratto triennale. La prima maglia è granata con calzoncini bianchi e calzettoni neri come vuole la tradizione. La seconda maglia è bianca con il logo dello sponsor tecnico granata, calzoncini granata e calzettoni bianchi. La terza maglia è blu con le maniche coperte dal logo Kappa in giallo, calzoncini blu e calzettoni blu. Il primo sponsor ufficiale è Renault Trucks. azienda che fabbrica autocarri. È presente un secondo sponsor, Reale Mutua Assicurazioni, società assicurativa, presente sulle maglie in alto a destra. A inizio stagione, sono stati esposti sulla maglia anche sponsor come Movida e MG.K Vis Il logo della squadra è in alto a sinistra, sul cuore.
| Casa | Trasferta | Terza maglia |

## Organigramma societario
Area direttiva
- Presidente: Urbano Cairo
- Vice Presidente:* Giuseppe Cairo
- Consiglieri: Maria Castelli Cairo, Ugo Carenini, Giuseppe Ferrauto, Uberto Fornara, Marco Pompignoli, Gianni Trombetta

Area organizzativa
- Segretario generale: Massimo Ienca
- Direttore amministrativo: Luca Boccone
- Staff Direzione Generale: Massimo Cosentino
- Segreteria: Sonia Pierro

Area comunicazione
- Area comunicazione e Brand licensing: Alberto Barile
- Biglietteria e rapporti con i club: Fabio Bernardi, Dario Mazza

Area tecnica
- Direttore sportivo: Mauro Pederzoli[37], da gennaio Rino Foschi[38]
- Allenatore: Gianni De Biasi, dal dicembre a marzo Walter Novellino[39], dal marzo Giancarlo Camolese[40]
- Allenatore in seconda:Igor Charalambopoulos, da dicembre a marzo Giuseppe Degradi , da marzo Antonio Cavallo
- Collaboratore tecnico: Giovanni Lorini, da dicembre Francesco Pedone
- Allenatore dei portieri: Vinicio Bisioli, da dicembre Rino Gandini
- Preparatori atletici: Paolo Artico, Marco Luison (recupero infortuni)

Area sanitaria
- Responsabile sanitario: Gianluca Stesina
- Medico addetto prima squadra: Stefano Suraci
- Massofisioterapisti: Cristiano Cugusi, Paolo Castagno
- Massaggiatore: Fiorito Frezzato

## Rosa
| N. |                     | Ruolo | Calciatore                   |
| -- | ------------------- | ----- | ---------------------------- |
| 1  | Italia (bandiera)   | P     | Matteo Sereni                |
| 3  | Italia (bandiera)   | D     | Marco Pisano                 |
| 4  | Svizzera (bandiera) | C     | Blerim Džemaili              |
| 5  | Italia (bandiera)   | C     | Eugenio Corini               |
| 6  | Italia (bandiera)   | D     | Angelo Ogbonna               |
| 7  | Italia (bandiera)   | A     | Nicola Ventola               |
| 8  | Italia (bandiera)   | C     | Simone Barone                |
| 9  | Italia (bandiera)   | A     | Elvis Abbruscato             |
| 10 | Italia (bandiera)   | C     | Alessandro Rosina (capitano) |
| 11 | Italia (bandiera)   | A     | Nicola Amoruso               |
| 14 | Italia (bandiera)   | D     | Cesare Natali                |
| 15 | Italia (bandiera)   | D     | Paolo Hernán Dellafiore      |
| 16 | Italia (bandiera)   | D     | Claudio Rivalta              |
| 17 | Romania (bandiera)  | C     | Sergiu Suciu                 |
| 17 | Italia (bandiera)   | A     | David Di Michele             |
| 18 | Italia (bandiera)   | C     | Denis D'Onofrio              |
| 18 | Francia (bandiera)  | A     | Dominique Malonga            |
| 19 | Italia (bandiera)   | C     | Aimo Diana                   |

| N. |                    | Ruolo | Calciatore            |
| -- | ------------------ | ----- | --------------------- |
| 20 | Italia (bandiera)  | C     | Mattia Lerda          |
| 21 | Italia (bandiera)  | D     | Ivan Franceschini     |
| 22 | Italia (bandiera)  | D     | Marco Di Loreto       |
| 23 | Italia (bandiera)  | C     | Ignazio Abate         |
| 24 | Austria (bandiera) | C     | Jürgen Säumel         |
| 27 | Italia (bandiera)  | C     | Paolo Zanetti         |
| 28 | Italia (bandiera)  | C     | Tommaso Vailatti      |
| 29 | Italia (bandiera)  | C     | Gianluca Rolandone    |
| 30 | Italia (bandiera)  | A     | Roberto Stellone      |
| 31 | Italia (bandiera)  | P     | Alberto Maria Fontana |
| 32 | Italia (bandiera)  | D     | Riccardo Colombo      |
| 33 | Italia (bandiera)  | D     | Matteo Rubin          |
| 40 | Italia (bandiera)  | A     | Marco Moro            |
| 50 | Italia (bandiera)  | D     | Francesco Pratali     |
| 77 | Italia (bandiera)  | C     | Andrea Gasbarroni     |
| 90 | Italia (bandiera)  | A     | Rolando Bianchi       |
| 99 | Italia (bandiera)  | P     | Alex Calderoni        |

## Calciomercato

### Sessione estiva(dall'1/7 all'1/9)
Trasferimenti della sessione estiva di calciomercato
| Acquisti | Acquisti           | Acquisti        | Acquisti          |
| R.       | Nome               | da              | Modalità          |
| -------- | ------------------ | --------------- | ----------------- |
| P        | Alex Calderoni     | Treviso         | definitivo        |
| D        | Riccardo Colombo   | AlbinoLeffe     | compartecipazione |
| D        | Paolo Dellafiore   | Palermo         | riscatto          |
| D        | Mattia De Stefano  | Pavia           | riscatto          |
| D        | Matteo Melara      | Livorno         | fine prestito     |
| D        | Angelo Ogbonna     | Crotone         | fine prestito     |
| D        | Marco Pisano       | Palermo         | riscatto          |
| D        | Francesco Pratali  | Empoli          | definitivo        |
| D        | Matteo Rubin       | Cittadella      | riscatto          |
| C        | Ignazio Abate      | Milan           | compartecipazione |
| C        | Blerim Džemaili    | Bolton          | prestito          |
| C        | Gianluca Rolandone | Pro Vercelli    | prestito          |
| C        | Jürgen Säumel      | Sturm Graz      | definitivo        |
| C        | Tommaso Vailatti   | Livorno         | fine prestito     |
| A        | Elvis Abbruscato   | Lecce           | riscatto          |
| A        | Nicola Amoruso     | Reggina         | definitivo        |
| A        | Rolando Bianchi    | Manchester City | definitivo        |
| A        | Saša Bjelanović    | Ascoli          | riscatto          |
| A        | Claudio De Sousa   | Ancona          | fine prestito     |
| A        | Marco Moro         | Messina         | riscatto          |

| Cessioni | Cessioni          | Cessioni     | Cessioni                |
| R.       | Nome              | a            | Modalità                |
| -------- | ----------------- | ------------ | ----------------------- |
| D        | Gianluca Comotto  | Fiorentina   | definitivo              |
| D        | Paolo Dellafiore  | Palermo      | controriscatto          |
| D        | Mattia De Stefano | Foligno      | prestito                |
| D        | Salvatore Lanna   | Bologna      | compartecipazione       |
| D        | Matteo Melara     |              | rescissione consensuale |
| D        | Marco Motta       | Udinese      | fine prestito           |
| C        | Kwadwo Asamoah    | Bellinzona   | fine prestito           |
| C        | Davide Bottone    | Vicenza      | prestito                |
| C        | Vincenzo Grella   | Blackburn    | definitivo              |
| C        | Nikola Lazetić    |              | fine contratto          |
| A        | Saša Bjelanović   | Vicenza      | prestito                |
| A        | Claudio De Sousa  | Pescara      | compartecipazione       |
| A        | David Di Michele  | West Ham Utd | prestito                |
| A        | Marco Moro        | SPAL         | prestito                |
| A        | Masashi Ōguro     |              | fine contratto          |
| A        | Álvaro Recoba     | Inter        | fine prestito           |

### Sessione invernale(dal 7/1 al 2/2)
Trasferimenti della sessione invernale di calciomercato
| Acquisti | Acquisti          | Acquisti | Acquisti          |
| R.       | Nome              | da       | Modalità          |
| -------- | ----------------- | -------- | ----------------- |
| D        | Paolo Dellafiore  | Palermo  | prestito          |
| D        | Claudio Rivalta   | Atalanta | definitivo        |
| C        | Andrea Gasbarroni | Genoa    | compartecipazione |

| Cessioni | Cessioni          | Cessioni | Cessioni |
| R.       | Nome              | a        | Modalità |
| -------- | ----------------- | -------- | -------- |
| A        | Nicola Amoruso    | Siena    | prestito |
| A        | Dominique Malonga | Foggia   | prestito |

## Risultati

### Serie A

#### Girone di andata
| Arbitro: | Gervasoni (Mantova) |

|                                           |           |  |
| Rosina 29’ (rig.) Zanetti 33’ Bianchi 75’ | Marcatori |  |

| Arbitro: | Pierpaoli (Firenze) |

|                      |           |             |
| Di Loreto 43’ (aut.) | Marcatori | 12’ Amoruso |

| Arbitro: | Farina (Novi Ligure) |

|                |           |                                              |
| Abbruscato 76’ | Marcatori | 24’ (aut.) Pisano 26’ Maicon 51’ Ibrahimović |

| Arbitro: | Girardi (San Donà di Piave) |

|               |           |                    |
| Marcolini 50’ | Marcatori | 40’ (rig.) Bianchi |

| Arbitro: | Gava (Conegliano Veneto) |

|                      |           |                                   |
| Amoruso 90+2’ (rig.) | Marcatori | 30’ Pandev 63’, 83’ (rig.) Zarate |

| Arbitro: | Bergonzi (Genova) |

|                       |           |  |
| Quagliarella 44’, 77’ | Marcatori |  |

| Arbitro: | Banti (Livorno) |

|  |           |                 |
|  | Marcatori | 85’ Acquafresca |

| Arbitro: | Rocchi (Firenze) |

|            |           |  |
| Amauri 48’ | Marcatori |  |

| Arbitro: | De Marco (Chiavari) |

|                          |           |              |
| Amoruso 62’ Stellone 64’ | Marcatori | 66’ Floccari |

| Arbitro: | Ayroldi (Molfetta) |

|              |           |  |
| Bellucci 85’ | Marcatori |  |

| Arbitro: | Rizzoli (Bologna) |

|            |           |  |
| Säumel 89’ | Marcatori |  |

| Arbitro: | Gervasoni (Mantova) |

|                      |           |                               |
| Mascara 8’, 40’, 80’ | Marcatori | 7’ Colombo 50’ (rig.) Amoruso |

| Arbitro: | Farina (Novi Ligure) |

|                                |           |                         |
| Stellone 25’ Rosina 78’ (rig.) | Marcatori | 29’ Pato 34’ Ronaldinho |

| Arbitro: | Morganti (Ascoli Piceno) |

|               |           |  |
| Maccarone 19’ | Marcatori |  |

| Arbitro: | Saccani (Mantova) |

|                   |           |                                           |
| Rosina 77’ (rig.) | Marcatori | 2’ Mutu 43’, 84’ Gilardino 75’ Kuzmanovic |

| Arbitro: | Rocchi (Firenze) |

|                                                            |           |                             |
| Volpi 48’ Di Vaio 55’, 62’, 79’ (rig.) Bernacci 68’ (rig.) | Marcatori | 7’ Barone 53’ (aut.) Britos |

| Arbitro: | Rizzoli (Bologna) |

|             |           |  |
| Bianchi 53’ | Marcatori |  |

| Arbitro: | Damato (Barletta) |

|                                         |           |  |
| Biava 18’ Jankovic 48’ Thiago Motta 84’ | Marcatori |  |

| Arbitro: | Rocchi (Firenze) |

|  |           |                      |
|  | Marcatori | 90+1’ Júlio Baptista |

#### Girone di ritorno
| Arbitro: | Trefoloni (Siena) |

|                                |           |                                      |
| Munari 12’, 45+1’ Castillo 73’ | Marcatori | 47’ Säumel 56’ Dellafiore 77’ Natali |

| Torino 28 gennaio 2009, ore 20:30 UTC+1 21ª giornata | Torino               | 0 – 0 referto | Reggina | Stadio Olimpico (15.098 spett.)\| Arbitro: \| Farina (Novi Ligure) \| |
| Arbitro:                                             | Farina (Novi Ligure) |               |         |                                                                       |

| Arbitro: | Bergonzi (Genova) |

|              |           |             |
| Burdisso 58’ | Marcatori | 47’ Bianchi |

| Arbitro: | Trefoloni (Siena) |

|             |           |              |
| Ventola 64’ | Marcatori | 83’ Italiano |

| Arbitro: | Saccani (Mantova) |

|              |           |           |
| Siviglia 75’ | Marcatori | 36’ Abate |

| Arbitro: | De Marco (Chiavari) |

|                |           |  |
| Dellafiore 80’ | Marcatori |  |

| Cagliari 1º marzo 2009, ore 15:00 UTC+1 26ª giornata | Cagliari       | 0 – 0 referto | Torino | Stadio Sant'Elia (10.000 spett.)\| Arbitro: \| Orsato (Schio) \| |
| Arbitro:                                             | Orsato (Schio) |               |        |                                                                  |

| Arbitro: | Farina (Novi Ligure) |

|  |           |               |
|  | Marcatori | 81’ Chiellini |

| Arbitro: | Saccani (Mantova) |

|                   |           |  |
| Floccari 46’, 73’ | Marcatori |  |

| Arbitro: | Morganti (Ascoli Piceno) |

|             |           |                                     |
| Bianchi 29’ | Marcatori | 8’ Pazzini 24’ Sammarco 69’ Cassano |

| Arbitro: | De Marco (Chiavari) |

|            |           |  |
| Cavani 51’ | Marcatori |  |

| Arbitro: | Orsato (Schio) |

|                        |           |              |
| Bianchi 82’ Natali 88’ | Marcatori | 85’ Martínez |

| Arbitro: | Banti (Livorno) |

|                                                        |           |                  |
| F. Inzaghi 13’, 37’, 60’ Kaká 68’ (rig.) Ambrosini 90’ | Marcatori | 80’ Franceschini |

| Arbitro: | Damato (Barletta) |

|             |           |  |
| Bianchi 10’ | Marcatori |  |

| Arbitro: | Farina (Novi Ligure) |

|            |           |  |
| Vargas 57’ | Marcatori |  |

| Arbitro: | Morganti (Ascoli Piceno) |

|                   |           |                    |
| Rosina 37’ (rig.) | Marcatori | 86’ (rig.) Di Vaio |

| Arbitro: | Damato (Barletta) |

|         |           |                        |
| Piá 42’ | Marcatori | 51’ Bianchi 72’ Rosina |

| Arbitro: | Saccani (Mantova) |

|                              |           |                                    |
| Franceschini 40’ Bianchi 50’ | Marcatori | 33’ (rig.), 90’ Milito 48’ Olivera |

| Arbitro: | Damato (Barletta) |

|                                        |           |                         |
| Ménez 36’ Vučinić 74’ Totti 83’ (rig.) | Marcatori | 9’ Vailatti 88’ Ventola |

### Turni preliminari
| Arbitro: | Bergonzi (Genova) |

|                                   |           |                |
| Rosina 63’ (rig.) Di Michele 104’ | Marcatori | 35’ Possanzini |

| Arbitro: | De Marco (Chiavari) |

|                                    |           |                          |
| Corini 7’ Zanetti 45+2’ Barone 94’ | Marcatori | 19’, 87’ (rig.) Diamanti |

### Fase finale
| Arbitro: | Damato (Barletta) |

|  |           |             |
|  | Marcatori | 19’ Bianchi |

| Arbitro: | Gervasoni (Mantova) |

|                                   |           |            |
| Pandev 48’ Mauri 55’ Rocchi 90+1’ | Marcatori | 29’ Natali |

## Statistiche
Statistiche aggiornate al 31 maggio 2009.

### Statistiche di squadra
| Competizione | Punti | In casa | In casa | In casa | In casa | In casa | In casa | In trasferta | In trasferta | In trasferta | In trasferta | In trasferta | In trasferta | Totale | Totale | Totale | Totale | Totale | Totale | DR  |
| Competizione | Punti | G       | V       | N       | P       | Gf      | Gs      | G            | V            | N            | P            | Gf           | Gs           | G      | V      | N      | P      | Gf     | Gs     | DR  |
| ------------ | ----- | ------- | ------- | ------- | ------- | ------- | ------- | ------------ | ------------ | ------------ | ------------ | ------------ | ------------ | ------ | ------ | ------ | ------ | ------ | ------ | --- |
| Serie A      | 34    | 19      | 7       | 4       | 8       | 21      | 25      | 19           | 1            | 6            | 12           | 16           | 36           | 38     | 8      | 10     | 20     | 37     | 61     | −24 |
| Coppa Italia | -     | 2       | 2       | 0       | 0       | 5       | 3       | 2            | 1            | 0            | 1            | 2            | 3            | 4      | 3      | 0      | 1      | 7      | 6      | 1   |
| Totale       | -     | 21      | 9       | 4       | 8       | 26      | 28      | 21           | 2            | 6            | 13           | 18           | 39           | 42     | 11     | 10     | 21     | 44     | 67     | −23 |

### Andamento in campionato
| Giornata  | 1 | 2 | 3 | 4  | 5  | 6  | 7  | 8  | 9  | 10 | 11 | 12 | 13 | 14 | 15 | 16 | 17 | 18 | 19 | 20 | 21 | 22 | 23 | 24 | 25 | 26 | 27 | 28 | 29 | 30 | 31 | 32 | 33 | 34 | 35 | 36 | 37 | 38 |
| --------- | - | - | - | -- | -- | -- | -- | -- | -- | -- | -- | -- | -- | -- | -- | -- | -- | -- | -- | -- | -- | -- | -- | -- | -- | -- | -- | -- | -- | -- | -- | -- | -- | -- | -- | -- | -- | -- |
| Luogo     | C | T | C | T  | C  | T  | C  | T  | C  | T  | C  | T  | C  | T  | C  | T  | C  | T  | C  | T  | C  | T  | C  | T  | C  | T  | C  | T  | C  | T  | C  | T  | C  | T  | C  | T  | C  | T  |
| Risultato | V | N | P | N  | P  | P  | P  | P  | V  | P  | V  | P  | N  | P  | P  | P  | V  | P  | P  | N  | N  | N  | N  | N  | V  | N  | P  | P  | P  | P  | V  | P  | V  | P  | N  | V  | P  | P  |
| Posizione | 2 | 3 | 9 | 11 | 15 | 15 | 17 | 19 | 15 | 17 | 14 | 17 | 16 | 17 | 17 | 18 | 17 | 18 | 18 | 18 | 18 | 18 | 18 | 18 | 17 | 16 | 17 | 18 | 18 | 18 | 17 | 17 | 17 | 17 | 17 | 17 | 18 | 18 |

Legenda:

Luogo: C = Casa; T = Trasferta. Risultato: V = Vittoria; N = Pareggio; P = Sconfitta.

### Statistiche dei giocatori
Sono in corsivo i calciatori che hanno lasciato la società a stagione in corso.
| Giocatore       | Serie A  | Serie A | Serie A     | Serie A    | Coppa Italia | Coppa Italia | Coppa Italia | Coppa Italia | Totale   | Totale | Totale      | Totale     |
| Giocatore       | Presenze | Reti    | Ammonizioni | Espulsioni | Presenze     | Reti         | Ammonizioni  | Espulsioni   | Presenze | Reti   | Ammonizioni | Espulsioni |
| --------------- | -------- | ------- | ----------- | ---------- | ------------ | ------------ | ------------ | ------------ | -------- | ------ | ----------- | ---------- |
| I. Abate        | 25       | 1       | 1           | 1          | 2            | 0            | 0            | 0            | 27       | 1      | 1           | 1          |
| E. Abbruscato   | 10       | 1       | 0           | 0          | 1            | 0            | 0            | 0            | 11       | 1      | 0           | 0          |
| N. Amoruso      | 20       | 4       | 3           | 0          | 3            | 0            | 0            | 0            | 23       | 4      | 3           | 0          |
| S. Barone       | 27       | 1       | 6           | 1          | 2            | 1            | 2            | 0            | 29       | 2      | 8           | 1          |
| R. Bianchi      | 28       | 9       | 2           | 0          | 2            | 1            | 0            | 0            | 30       | 10     | 2           | 0          |
| A. Calderoni    | 7        | -7      | 1           | 0          | 3            | -5           | 0            | 0            | 10       | -12    | 1           | 0          |
| R. Colombo      | 23       | 1       | 7           | 0          | 3            | 0            | 2            | 0            | 26       | 1      | 9           | 0          |
| E. Corini       | 12       | 0       | 4           | 0          | 3            | 1            | 1            | 0            | 15       | 1      | 5           | 0          |
| D. D'Onofrio    | 2        | 0       | 0           | 0          | 0            | 0            | 0            | 0            | 2        | 0      | 0           | 0          |
| P. Dellafiore   | 12       | 2       | 1           | 0          | 1            | 0            | 0            | 0            | 13       | 2      | 1           | 0          |
| M. Di Loreto    | 23       | 0       | 5           | 0          | 1            | 0            | 0            | 0            | 24       | 0      | 5           | 0          |
| D. Di Michele   | 0        | 0       | 0           | 0          | 1            | 1            | 0            | 0            | 1        | 1      | 0           | 0          |
| A. Diana        | 28       | 0       | 3           | 1          | 3            | 0            | 1            | 0            | 31       | 0      | 4           | 1          |
| B. Dzemaili     | 30       | 0       | 8           | 0          | 2            | 0            | 0            | 0            | 32       | 0      | 8           | 0          |
| I. Franceschini | 9        | 2       | 3           | 1          | 0            | 0            | 0            | 0            | 9        | 2      | 3           | 1          |
| A. Gasbarroni   | 9        | 0       | 2           | 0          | 0            | 0            | 0            | 0            | 9        | 0      | 2           | 0          |
| D. Malonga      | 0        | 0       | 0           | 0          | 1            | 0            | 0            | 0            | 1        | 0      | 0           | 0          |
| C. Natali       | 26       | 2       | 5           | 0          | 3            | 1            | 1            | 0            | 29       | 3      | 6           | 0          |
| A. Ogbonna      | 19       | 0       | 4           | 0          | 4            | 0            | 0            | 0            | 23       | 0      | 4           | 0          |
| M. Pisano       | 23       | 0       | 7           | 0          | 3            | 0            | 0            | 0            | 26       | 0      | 7           | 0          |
| F. Pratali      | 13       | 0       | 3           | 2          | 1            | 0            | 1            | 0            | 14       | 0      | 4           | 2          |
| C. Rivalta      | 8        | 0       | 0           | 0          | 0            | 0            | 0            | 0            | 8        | 0      | 0           | 0          |
| A. Rosina       | 31       | 5       | 2           | 0          | 3            | 1            | 1            | 0            | 34       | 6      | 3           | 0          |
| M. Rubin        | 27       | 0       | 7           | 0          | 2            | 0            | 1            | 0            | 29       | 0      | 8           | 0          |
| J. Säumel       | 19       | 2       | 2           | 0          | 2            | 0            | 1            | 0            | 21       | 2      | 3           | 0          |
| M. Sereni       | 31       | -53     | 3           | 2          | 1            | -1           | 0            | 0            | 32       | -54    | 3           | 2          |
| R. Stellone     | 29       | 2       | 3           | 0          | 2            | 0            | 0            | 0            | 31       | 2      | 3           | 0          |
| S. Suciu        | 1        | 0       | 0           | 0          | 0            | 0            | 0            | 0            | 1        | 0      | 0           | 0          |
| T. Vailatti     | 5        | 1       | 0           | 0          | 2            | 0            | 0            | 0            | 7        | 1      | 0           | 0          |
| N. Ventola      | 14       | 2 (-1)  | 3           | 0          | 2            | 0            | 0            | 0            | 16       | 2 (-1) | 3           | 0          |
| P. Zanetti      | 19       | 1       | 8           | 0          | 3            | 1            | 1            | 0            | 22       | 2      | 9           | 0          |

## Giovanili

### Organigramma societario
Area direttiva
- Coordinatore Allenatori Settore Giovanile: Antonio Pigino
- Responsabile Tecnico Settore Giovanile: Antonio Comi
- Responsabile Organizzativo Scuola Calcio: Davide Cravero
- Responsabile Tecnico Scuola Calcio: Silvano Benedetti
- Coordinatore Preparatori Atletici: Fabio D'Errico
- Segreteria Settore Giovanile: Massimiliano Mazzetta
- Segreteria Scuola Calcio: Tina Rossi

Area tecnica - Primavera
- Allenatore: Giuseppe Scienza
- Allenatore dei portieri: Paolo Di Sarno
- Preparatore atletico: Fabio D'Errico
- Medico sociale: Luca Romano
- Massofisioterapista: Gerardo Santoro
- Dirigenti: Luciano Franciscono, Pino Olmo, Andrea Ricca Barberis

Area tecnica - Allievi Nazionali
- Allenatore: Antonino Asta
- Collaboratori tecnici: Ivano Serena Guinzio, Paolo Solustri
- Allenatore dei portieri: Giovanni Tunno
- Massofisioterapista: Davide Scanavino
- Dirigenti: Bruno Crovella, Salvatore Di Niquili, Giulio Ferrero

Area tecnica - Allievi Regionali
- Allenatore: Giovanni Zichella
- Preparatore atletico: Lorenzo Gobetti
- Massofisioterapista: Marco Maina
- Dirigenti: Gianlorenzo Moschella, Ennio Nisoli, Luigi Sacco

Area tecnica - Giovanissimi Nazionali
- Allenatore: Gabriele Davin
- Allenatore dei portieri: Luca Squinzani
- Preparatore atletico: Maurizio Pasqualini
- Massofisioterapista: Michele Ricci
- Dirigenti: Angelo Andriulli, Gianpiero Magnetti, Aniello Russo

Area tecnica - Giovanissimi Fascia B
- Allenatore: Andrea Menghini
- Massofisioterapista: Gianluca Chiaramello
- Dirigenti: Giovanni Franco, Umberto Francou

Area tecnica - Esordienti 1996
- Allenatore: Alessandro Spugna
- Preparatore coordinativo: Fabrizio Garbolino
- Dirigenti: Antonio Agatiello, Remo Conterno, Alberto Fachino

Area tecnica - Esordienti 1997
- Allenatore: Teodoro Coppola
- Preparatore coordinativo: Fabrizio Garbolino
- Dirigenti: Renato Mazzetta, Riccardo Vigna

Area tecnica - Pulcini 1998
- Allenatore: Ermanno De Maria
- Preparatore atletico: Gianluca Cabella
- Dirigenti: Walter Rosso, Paolo Rovei, Guido Viretto

Area tecnica - Pulcini 1999
- Allenatore: Marco Bertoglio
- Preparatore atletico: Massimiliano Capriolo
- Dirigenti: Matteo Fontana, Ezio Vela, Mauro Vela

Area tecnica - Pulcini 2000
- Allenatore: Francesco Di Nuovo
- Preparatore atletico: Roberto Boccardo
- Dirigenti: Gianni Cantalupo, Vito Lanzoni, Ugo Bertucci, Michele Monetta

### Piazzamenti
- Primavera:
  - Campionato: 6º posto nel girone A.
  - Coppa Italia: ottavi di finale.
  - Torneo di Viareggio: semifinale.
- Allievi nazionali:
  - Campionato:
  - Trofeo di Arco "Beppe Viola": 3º posto nel girone D di qualificazione.
- Allievi regionali:
  - Campionato:
- Giovanissimi nazionali:
  - Campionato:
- Giovanissimi fascia B:
  - Campionato invernale:
  - Campionato primaverile:
- Esordienti 1996:
- Esordienti 1997:
- Pulcini 1998:
- Pulcini 1999:
- Pulcini 2000: